# José Ángel Delgado Ávila
José Ángel Delgado Ávila (* 10. Januar 1974 in León) ist ein spanischer Handballtrainer und ehemaliger Handballspieler.

## Karriere

### Verein
Der 1,90 m große Rechtshänder wurde im Rückraum auf allen Positionen eingesetzt. Ab 1990 stand er im Kader von BM Valladolid, die ab 1991 in der Liga ASOBAL, der ersten spanischen Liga spielten. Mit Valladolid gehörte er fortan zum oberen Mittelfeld der Tabelle. In der Saison 1996/97 erreichte man den 4. Platz. Im EHF-Pokal 1998/99 unterlag die Mannschaft erst im Finale dem SC Magdeburg nach einem 25:21-Heimsieg mit 22:33 in Deutschland. Von 1999 bis 2002 lief Delgado zwischenzeitlich für CB Cantabria Santander auf, mit dem er 2001 erneut Vierter wurde. Im Europapokal der Pokalsieger 1999/2000 erreichte Santander das Viertelfinale. Nach drei Jahren kehrte Delgado nach Valladolid zurück. Im Europapokal der Pokalsieger 2003/04 und 2005/06 scheiterte er mit der Mannschaft erneut im Finale an Portland San Antonio bzw. an Medwedi Tschechow. In der Spielzeit 2008/09 gelang ihm im vierten Anlauf der Titelgewinn gegen die HSG Nordhorn nach der Auswärtstorregel. Zudem er die Copa ASOBAL 2002/03 sowie die Copa del Rey 2004/05 und 2005/06. Außerdem erreichte er das Finale der EHF Champions Trophy 2002/03 und das Halbfinale der EHF Champions League 2006/07. Als BM Valladolid im Jahr 2014 zahlungsunfähig und im Sommer aufgelöst worden war, schloss er sich dem Nachfolgeverein Atlético Valladolid in der zweiten spanischen Liga an. Bereits in der ersten Saison gelang der Aufstieg in die Liga ASOBAL. Mit 42 Jahren verließ er Valladolid und spielte noch eine Saison für den nahegelegenen, unterklassigen BM Arroyo, bevor er die Mannschaft aus Arroyo de la Encomienda als Trainer übernahm. Seit 2019 trainiert Delgado die Jugendmannschaft von BM Atlético Valladolid.
Delgado spielte 22 von 27 Spielzeiten in der Liga ASOBAL. Mit 606 Spielen liegt er in der ewigen Einsatzliste der Liga auf Platz 5 hinter Gurutz Aguinagalde (616), seinem langjährigen Mitspieler Fernando Hernández (617), Juanín García (628) und José Javier Hombrados (767).

### Nationalmannschaft
Delgado bestritt alle 18 Länderspiele für die spanische Nationalmannschaft, in denen er 29 Tore erzielte, in weniger als einem Jahr. Er debütierte bei den Mittelmeerspielen 1997 in Bari am 16. Juni 1997 gegen die Türkei. Dort warf er 22 Tore in sechs Spielen und gewann mit der spanischen Auswahl die Bronzemedaille. Im Juni 1998 nahm er an der Europameisterschaft 1998 teil. Dort kam er zu zwei torlosen Einsätzen am 3. und 4. Juni, gewann mit Spanien aber die Silbermedaille.